# Organização do Mundo Islâmico para Educação, Ciência e Cultura

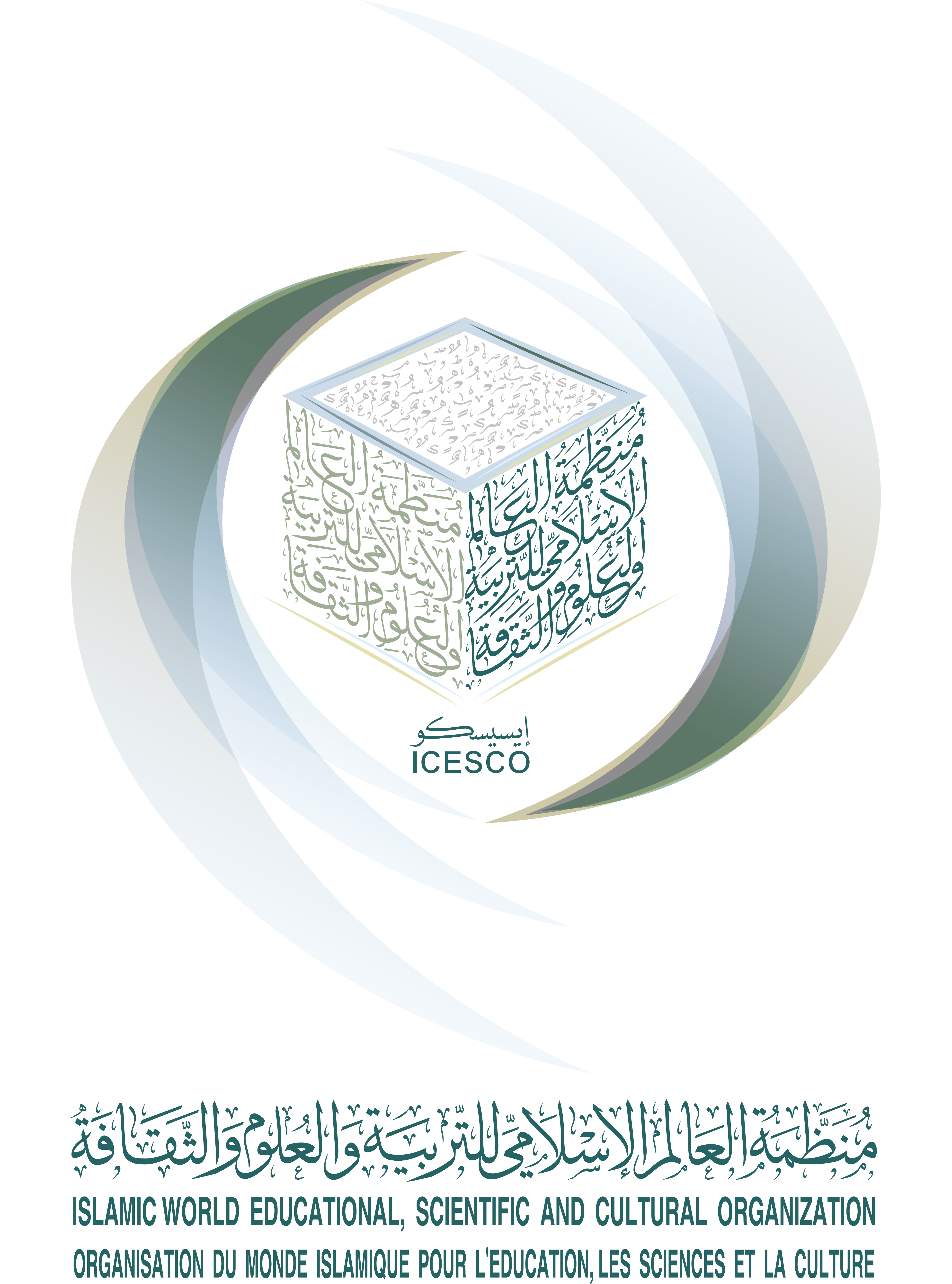
O novo logotipo da Organização.

A Organização do Mundo Islâmico para Educação, Ciência e Cultura (ICESCO) é uma organização especializada que trabalha no âmbito da Organização de Cooperação Islâmica nos campos da educação, ciência e cultura nos países islâmicos, para apoiar e fortalecer os laços entre os Estados membros, com sede em Rabat (Marrocos), o seu atual Diretor Geral é Dr. Salem Ben Muhammad Al-Malik.

## História
A Alta Resolução emitida pela Terceira Conferência da cimeira Islâmica celebrada em Meca, em 28 e 25 de janeiro de 1981, foi uma confirmação do estabelecimento de um novo organismo islâmico internacional dentro dos órgãos conjuntos de ação islâmica, no âmbito da Organização de Cooperação Islâmica, batizado com o nome de: "Organização Islâmica para Educação, Ciência e Cultura".
Na quarta-feira, 30 de janeiro de 2020, o Conselho Executivo da Organização Islâmica para Educação, Ciência e Cultura (ICESCO) aprovou durante a sua quadragésima sessão, organizada nos dias 29 e 30 de janeiro de 2020, em Abu Dhabi (Emirados Árabes Unidos) alterar o nome da organização para: Organização do Mundo Islâmico para Educação, Ciência e Cultura (ICESCO).
Neste sentido, o Dr. Salem Ben Muhammad Al-Málik, Diretor Geral da ICESCO disse que a mudança do nome da organização visa eliminar a confusão comum sobre a natureza das suas funções e prerrogativas sem proselitismo, além de abrir horizontes mais amplos para que esteja presente internacionalmente. 
Além disso, o novo nome reflete claramente a natureza da mensagem  civilizacional, que a organização promove em seus campos de interess, a saber; a educação, ciência, cultura, comunicação, além da suas metas e objetivos que  deseja atingir.

## Objetivos
- Fortalecer, promover e consolidar a cooperação entre os países membros nos campos da educação, ciência, cultura e comunicação, bem como promover e desenvolver esses campos no marco da referência civilizacional do mundo islâmico para os países membros à luz dos valores e ideais islâmicos.
- Apoiar a compreensão mútua entre os povos dentro e fora dos países membros, além de contribuir para a restauração da paz e segurança no mundo com várias maneiras, especialmente através da educação, ciência, cultura e comunicação.
- Divulgar a imagem correta do Islão, bem como a cultura islâmica e promover o diálogo entre civilizações, culturas e religiões, trabalhando para difundir os valores da justiça e da paz,  além dos princípios de liberdade e direitos humanos desde uma perspectiva da civilização islâmica.
- Incentivar a interculturalidade e apoiar as manifestações de diversidade nos Estados Membros, preservando a identidade cultural e protegendo a independência intelectual.
- Fortalecer a integração e coordenação entre as instituições especializadas da Organização de Cooperação Islâmica nos campos da educação, ciência, cultura e comunicação, inclusive entre os Estados membros da ICESCO, melhorando a cooperação e a associação com instituições governamentais e não-governamentais similares de interesse comum, dentro e fora dos Estados membros.
- Dar muito interesse à cultura islâmica, destacando suas características e divulgando-as através de estudos intelectuais, pesquisas científicas e planes educacionais.
- Trabalhar para complementaridade e interdependência entre sistemas educacionais nos Estados Membros.
- Apoiar os esforços das instituições educacionais, científicas e culturais para muçulmanos em países não membros da ICESCO.

## Estados membros da ICESCO por data de adesão
A Carta da Organização do Mundo Islâmico para a Educação, Ciência e Cultura estipula que todos os Estados membros da Organização da Cooperação Islâmica se tornem de fato membros da ICESCO após a assinatura oficial da Carta, após a conclusão dos procedimentos legais e legislativos sobre o pedido de adesão, bem como notificá-lo por escrito à Administração Geral da ICESCO, no entanto, qualquer país que não seja filiado, ou membro Observador na Organização da Conferência Islâmica, não poderá ser membro da ICESCO.
Até a data, o número dos estados membros da Organização Islâmica atingiu cinquenta e dois (54) de um total de cinquenta e sete (57) estados membros da Organização para Cooperação Islâmica, está organizado aqui em ordem alfabética árabe, com o ano de adesão à organização.
| Bandeira               | Nome                                     | Data de adesão |
| ---------------------- | ---------------------------------------- | -------------- |
| Azerbaijão             | República do Azerbaijão                  | 1991           |
| Jordânia               | Reino Hachemita da Jordânia              | 1982           |
| Afeganistão            | República Islâmica do Afeganistão        | 2003           |
| Emirados Árabes Unidos | Estado dos Emirados Árabes Unidos        | 1983           |
| Indonésia              | República da Indonésia                   | 1986           |
| Uzbequistão            | República do Uzbequistão                 | 2017           |
| Uganda                 | República do Uganda                      | 2012           |
| Irão                   | República Islâmica do Irã                | 1992           |
| Paquistão              | República Islâmica do Paquistão          | 1982           |
| Bahrein                | Reino de Bahrain                         | 1982           |
| Brunei                 | Brunei Darussalam                        | 1985           |
| Bangladesh             | República Popular do Bangladesh          | 1982           |
| Benim                  | República do Benim                       | 1988           |
| Burquina Fasso         | Burkina Faso                             | 1982           |
| Tajiquistão            | República do Tajiquistão                 | 1993           |
| Turquia                | República da Turquia                     | 2017           |
| Chade                  | República Tchad                          | 1982           |
| Togo                   | República Togolesa                       | 2002           |
| Tunísia                | República tunisina                       | 1982           |
| Argélia                | República Democrática Popular da Argélia | 2000           |
| Djibuti                | República do Djibuti                     | 1982           |
| Arábia Saudita         | Reino da Arábia Saudita                  | 1982           |
| Sudão                  | República do Sudão                       | 1982           |
| Suriname               | República do Suriname                    | 1996           |
| Síria                  | República Árabe da Síria                 | 1982           |
| Serra Leoa             | República da Serra Leoa                  | 1984           |
| Senegal                | República do Senegal                     | 1982           |
| Somália                | República Federal da Somália             | 1982           |
| Iraque                 | República do Iraque                      | 1982           |
| Omã                    | Sultanato de Omã                         | 1982           |
| Gabão                  | República do Gabão                       | 1982           |
| Gâmbia                 | República da Gâmbia                      | 1982           |
| Guiana                 | República da Guiana                      | 2014           |
| Guiné                  | República da Guiné                       | 1982           |
| Guiné-Bissau           | República da Guiné-Bissau                | 1984           |
| Palestina              | Estado da Palestina                      | 1982           |
| Cazaquistão            | República do Cazaquistão                 | 1996           |
| Catar                  | Estado do Qatar                          | 1982           |
| Comores                | União das Comores                        | 1982           |
| Quirguistão            | República do Quirguizistão               | 1996           |
| Camarões               | República dos Camarões                   | 2001           |
| Costa do Marfim        | República da Costa do Marfim             | 2001           |
| Kuwait                 | Estado do Kuwait                         | 1982           |
| Líbano                 | República Libanesa                       | 2002           |
| Líbia                  | Estado da Líbia                          | 1984           |
| Maldivas               | República das Maldivas                   | 1982           |
| Mali                   | República do Mali                        | 1982           |
| Malásia                | Malásia                                  | 1982           |
| Egito                  | República Árabe do Egito                 | 1984           |
| Marrocos               | Reino de Marrocos                        | 1982           |
| Mauritânia             | República Islâmica da Mauritânia         | 1982           |
| Níger                  | República do Níger                       | 1982           |
| Nigéria                | República Federal da Nigéria             | 2001           |
| Iêmen                  | República do Iêmen                       | 1983           |

A palavra (ICESCO) consiste nas primeiras letras da organização ((IslamiC world Education, Science and Culture Organization), que significa A Organização do Mundo Islâmico para  Educação, Ciência e Cultura.